# MC Jean Gab'1
Charles M'Bous, dit MC Jean Gab'1 ou Jean Gab'1, né le 28 janvier 1967 à Paris, est un auteur-compositeur-interprète, acteur, écrivain et sportif français.
En 2003, il publie son premier album, Ma vie, qui contient le single polémique J't'emmerde, avec lequel il se fait rapidement connaître. Cette soudaine notoriété le fait remarquer par le milieu du cinéma en raison de sa forte personnalité et de son passé mouvementé, à la suite d'une enfance difficile. Il enchaîne alors de nombreux rôles dans divers films d'actions, faisant ses premiers pas dans Banlieue 13 en 2004 ou Black en 2009, où il incarne le premier rôle. En 2010, il publie son deuxième album solo, Seul... Je t'emmerde, mais malgré deux albums studio, il ne se considère pas pour autant comme un rappeur et se définit plutôt comme un artiste, faisant passer le rap en dernier parmi ses différentes activités.
Dans les années 2010, il écrit plusieurs livres biographiques : Sur la tombe de ma mère en 2013, où il évoque sa vie tumultueuse, suivi en 2015 d'un deuxième opus évoquant une partie de son histoire dans le banditisme : À l'est. Ces deux ouvrages ont la particularité d'être écrits dans un langage vif et émaillé d’argot. La même année, il joue dans Banlieue 13 : Ultimatum, la suite de son premier film de 2004.
Parallèlement à sa carrière, il pratique intensivement le street workout (« musculation de rue »), dont il est un pionner en France. En 2012, à l'âge notable de 45 ans, Il devient ainsi champion de France de cette discipline. En 2018 et 2019, il poursuit sa carrière d'acteur dans la série télévisée Access créée par Ahmed Sylla et diffusée sur C8. En 2023, il crée sa propre marque, Galbé, et publie un programme d'entraînement de street workout, La Méthode Galbé.
Actif dans le sport, le cinéma et la littérature, pour le journal Libération, Jean Gab'1 (qui se passe désormais du titre « MC ») « a le CV le plus âpre du hip-hop français ». Il est pour Télérama « la grande gueule du rap français » , tandis que PurePeople met en avant son « franc-parler ».

## Biographie

### Jeunesse et banditisme

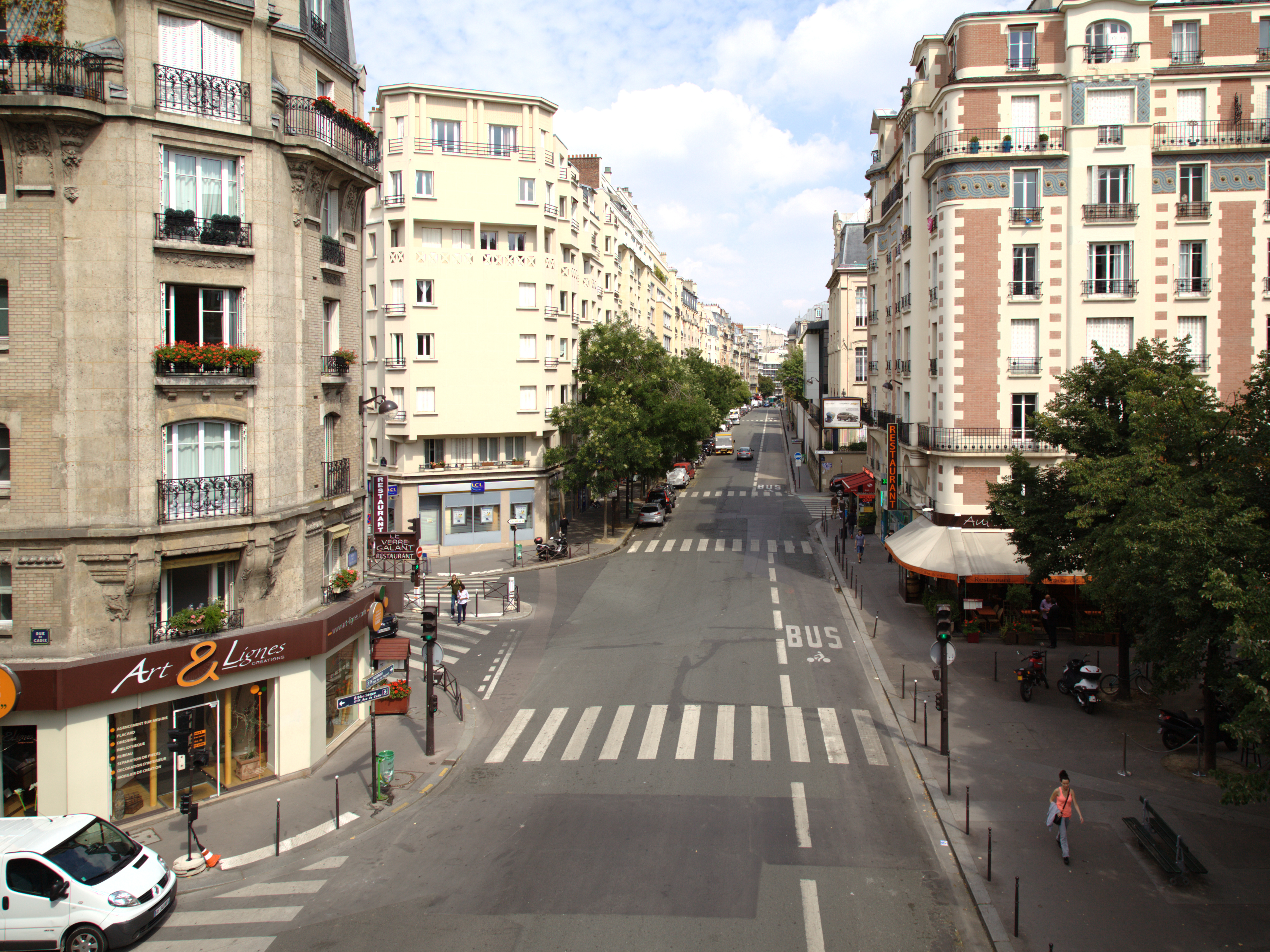
La rue de Vaugirard vue depuis la Petite Ceinture.

D'origine camerounaise, Charles M'Bous naît le 28 janvier 1967 à Paris d'un père comptable et d'une mère dactylographe, et passe les premières années de sa vie rue de Vaugirard, dans le 15e arrondissement, avec ses 5 frères et sœurs.
En mai 1977, sa vie bascule lorsque son père, après un divorce difficile, abat sa mère et l'amant de sa mère dans le parking du 37 rue Saint-Fargeau à Paris. « À partir du moment où mon daron a repassé ma daronne, c’était fini pour moi », confie-t-il ; « La douleur, indicible, me marque à vie. Tout est parti en couille en l’espace de quelques jours. La famille, la maison, tout ça ne veut plus rien dire, je n’avais tout simplement plus rien à foutre de rien. ». Il se retrouve alors, à l'âge de 10 ans, orphelin et pris en charge par la DDASS qui le place dans un village en Savoie, séparé de ses frères et sœurs, dispersés dans plusieurs villes de France,,. Cette situation difficile, mal vécue, est à la base de son basculement progressif dans le banditisme au sein de gangs, qui lui fera ensuite enchaîner les années de prison entre la France et l'Allemagne dans les années 1980 et 1990.
Il expliquera ultérieurement que, bien que le sentiment de vide l'oppresse, il considère alors que « foutu pour foutu, autant avoir une reput' dans la cour ». Charles, à qui on a expliqué que sa mère a eu un accident de voiture, ne découvre en fait la vérité que sept ans plus tard, en lisant une coupure de presse retrouvée chez sa grand-mère. Adolescent perturbé et placé dans des centres d'éducation où il est confronté à la violence et témoin des abus sexuels qui sont monnaie courante dans ces institutions, il apprend divers sports de combat qu’il utilisera par la suite pour motiver « une sortie anticipée du modèle éducatif qui lui est proposé ».
Son père, condamné à six ans ferme après avoir plaidé le crime passionnel, sort cependant de prison avant que lui ne soit libéré par la DDASS. En 1984, à l'âge de 17 ans, sans point de chute, il revient dans la capitale et cohabite quelques mois avec ce père uxoricide qu’il rêve de « descendre », situation intenable qui le jette dans la rue à sa majorité. Il rencontre alors le cinéaste chilien Alejandro Jodorowsky et vivra chez lui quelque temps.
Il part ensuite à la conquête du Paris des années 1980 dans le double but de se faire de l'argent « à sa manière » et de ne laisser personne dicter sa conduite ni ses actes. Celui qu’on appelle à l’époque « P’tit Charles » (en raison de sa taille moyenne) rejoint une bande de jeunes sans beaucoup de repères, les Requins Vicieux (ancien gang de chasseurs de skins fascistes, ayant ensuite basculé dans la seule délinquance), avec qui il se forme, se solidarise et vit dans le quartier Riquet (19e arrondissement de Paris). Il dépouille les passants et organise un commerce de vêtements grâce auquel il se fait de l'argent. Mais en 1985, à peine âgé de 18 ans, il est condamné une première fois à quinze mois de prison ferme à Fleury-Mérogis pour une affaire de vol, puis une deuxième fois à quelques mois d'intervalle. Entre-temps, il s'endurcit aux côtés de son compagnon de cellule, José, braqueur de 36 ans. Ce dernier le forme, lui donne les ficelles du braquage et toutes sortes de conseils. La spirale est enclenchée. Une fois libéré, P'tit Charles cherche à devenir un braqueur et tente de joindre à nouveau les Requins Vicieux, qui baignent dans les affaires malsaines. Avec son équipe, il met à profit les enseignements de José, dort peu et réfléchit beaucoup, ne prend rien à la légère et passe à l'acte : bijouteries vidées « à l’arrache » en plein jour, supermarchés… il développe un panel de techniques sur mesure. Il s’offre alors la grande vie, s'habille chez les tailleurs chics du 8e arrondissement parisien et « flambe » dans les grandes brasseries. Il erre dans un milieu interlope qui deviendra notamment le creuset du rap français et passe ses nuits à guincher dans les soirées parisiennes Chez Roger Boite Funk au Globo.
En 1989, Charles se lasse et décide d'aller voir ailleurs. Il s'envole alors pour Berlin, Allemagne : « Berlin, pour moi, c'était la meilleure ville d'Europe, je me sentais libre. J'ai jamais retrouvé ça nulle part », explique-t-il. Là-bas, il enchaîne les bagarres et se forme une nouvelle équipe de braqueurs avec qui il se perfectionne. Il enchaîne bientôt les braquages de banques, magasins et bijouteries, tout un art pour lequel il montre un talent certain. Il fait des allers-retours en France avec l'argent qu'il récolte. Il est finalement arrêté en Allemagne où il est incarcéré à la prison de Moabit, à Berlin. Il écope d’une peine de 33 ans de réclusion criminelle, peine abaissée à 8 ans.
En 1994, après cinq années de détention, il est finalement libéré avant la fin de sa peine, avec interdiction de territoire allemand jusqu'en 2020,.

### Carrière musicale

#### Débuts et premières collaborations
À sa sortie de prison, il raccroche les affaires, rentre en France et se prend de passion pour le rap dans lequel évoluent alors certains de ses amis, bien qu'ayant baigné dans la culture hip-hop depuis le début des années 1980, notamment en tant que danseur de break dance. En 1998, Il participe au clip Affaire de famille du groupe de rap Ärsenik en compagnie de ses amis, membres du collectif Secteur Ä.
C'est la même année, à l'âge de 31 ans, que MC Jean Gab'1 se lance pour la première fois sur un disque, sur les chansons Paranoïa et Janis, issue de la compilation Liaisons dangereuses de son ami Doc Gynéco, publiée en décembre 1998. Ce dernier lui propose d'y participer et lance la carrière de MC Jean Gab'1,. À l'origine, Gab'1 qui sortait de prison depuis plusieurs années, voulait écrire un livre sur sa vie, de son passé mouvementé, mais Doc Gynéco l'a encouragé et poussé à prendre le micro pour raconter son histoire. Il se rend alors au studio d'enregistrement où se trouve le Doc, en tête des ventes à l'époque, mais aussi Fred Chichin et Catherine Ringer du groupe de pop-rock Rita Mitsouko, et apprend à rapper. La compilation, qui a pour ambition de réunir de célèbres artistes de la chanson française avec des rappeurs méconnus du grand public, est certifiée double disque d'or et permet à MC Jean Gab'1 de se faire connaître dans le rap et d'instaurer son univers. En 2000, il publie son premier projet, un CD maxi nommé Un mec à l'ancienne / Street Life.

#### Ma vie(2003)

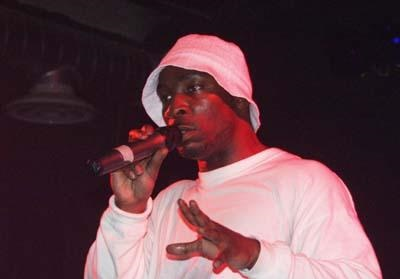
MC Jean Gab'1 lors d'un concert en 2004.

En 2003, il publie son premier album solo intitulé Ma vie dans lequel il raconte sa jeunesse difficile et chaotique, avant et après ses démêlés judiciaires et pénitentiaires, en 15 chansons,. Il revisite toute l'histoire de sa vie, comme une antichambre de cette biographie qu’il rumine. Très sollicité par la télévision et les médias grâce au single controversé J't'emmerde qui lance la promotion de l'album (dans laquelle il « balance » le passé de plusieurs rappeurs comme Booba et groupes de rap français célèbres), il connaît un vif succès du fait de la polémique que le titre engendre,,. L'album obtient donc une bonne promotion, se vendant à plus de 75 000 exemplaires et permet au rappeur de se faire connaître du grand public. Ma vie atteint la 41e place des classements musicaux français. Le single J’t’emmerde, atteint la 98e place des classements français. Une tournée de concerts est ensuite programmée en France, il participe également à des festivals l'année suivante.
Hormis le titre J't'emmerde, qui devient rapidement culte et classique dans la carrière du rappeur, le reste de l'album est très autobiographique et conte tour à tour l’emprisonnement en Allemagne (Donjon), la vie des enfants de la DDASS (Enfants de la DDASS), une visite de Paris la nuit (Mes deux amours), sa colère contre les inégalités (Anti), l’endoctrinement des religions (33 comme l'autre) et la perte douloureuse de sa mère et d’amis proches (À nos chers disparus).
À la suite la chanson J't'emmerde, quatre ans plus tard, le 21 juillet 2007, une bagarre éclate porte de Vincennes entre MC Jean Gab’1 et sept personnes dont les rappeurs Kery James et Rohff, qu'il avait invectivés dans sa chanson. Kery James donnera sa version des faits, et Rohff s'exprimera violemment sur MC Jean Gab’1, et Jo Dalton y compris.

#### Seul... Je t'emmerde(2010)
En 2010, il signe un retour avec son single polémique La Marseillaise, annonçant l’album Seul... Je t’emmerde et la sortie d’une mixtape Hors-série volume 1 qui réunit J’t’emmerde, ainsi que des parodies et des titres auparavant éparpillés sur divers projets. Toujours en 2010, il publie le tube Cabouche. Seul... Je t'emmerde qui atteint la 41e place des classements français. Le 21 novembre 2012, il publie la mixtape IllGame. Un premier morceau intitulé J'ai un macchabée dans ma cave, dans lequel il s'en prend aux rappeurs français Sefyu, Rohff et Kery James est disponible sur internet depuis le printemps 2012. Il annonce parallèlement vouloir par la suite prendre un virage artistique et se lancer dans le rock.
En mars 2016, il publie un nouveau clip intitulé Renoi, chanson influencée par la musique trap issu de sa nouvelle mixtape Illuminés.

## Activités annexes

### Carrière au cinéma et à la télévision
Hormis sa carrière musicale, MC Jean Gab’1 est acteur et animateur de télévision. En 1995, il fait une apparition dans le film La Haine puis en 1996 dans le film Chacun cherche son chat en tant que figurant, mais Il fait ses véritables premiers pas dans le cinéma en tant qu'acteur dans Banlieue 13 en 2004, produit par Luc Besson. En 2008, Il est présent dans le film Seuls Two dans lequel jouent en tête d’affiche Éric et Ramzy. Il interprète le rôle d’un gangster, en compagnie de Omar Sy, voulant la peau de Curtis, personnage joué par Ramzy. En 2009, Il joue le rôle principal du film Black, réalisé par Pierre Laffargue. En 2013 et 2014, il s'oriente vers la télévision et présente l'émission Dans la tête du tueur aux côtés de Clara Morgane sur la chaîne Discovery Channel. En 2015, il joue dans la suite du long métrage, Banlieue 13 : Ultimatum. Cette fois pour camper un personnage plus important : celui de Molko.
En 2018-2019, il joue dans la première saison de la série télévisée Access créée par Ahmed Sylla, et diffusée sur C8, dans laquelle il joue le père de ce dernier en compagnie de Princess Erika.

### Littérature

#### Sur la tombe de ma mère
En 2013, il sort un livre autobiographique, intitulé Sur la tombe de ma mère, aux Éditions Don Quichotte. Dans cet ouvrage, Il y dévoile, dans une langue vive et argotique, une prose à mi-chemin entre les dialogues d’Audiard et l’univers noir de Donald Goines, sa vie tumultueuse de gamin placé par l’Aide Sociale à l’Enfance, après le drame survenu à l'âge de 10 ans où son père assassine sa mère. Au milieu de la violence qui a été son quotidien, MC Jean Gabin s’y dépeint braqueur et membre du gang des Requins Vicieux, voyou en France et en Allemagne, où il finit en prison.
Le livre se vend bien et reçoit de très bonnes critiques de la part de la presse. Selon Les Inrocks, « Sur la tombe de ma mère un stage au cœur du chaudron, un roman amer et brut qui évolue loin de la gloriole des gangsters de studio. Pourtant, l’auteur n’en fait pas une affaire, trop conscient des retours de bâton, des larmes en cellule et des sacs d’amitiés foireuses qu’il expose sans fard. Et quel langage ! Jean Gab’1, c’est un peu Audiard avec une pétoire, la puissance d’un patois désuet doublée d’un aplomb punchlinesque qui font de lui un personnage de cartoon, un Cyrano noirci, entêté mais touchant, à la fois libre et enchaîné ; et qui ne cache d’ailleurs pas son envie d’en finir, en dépit de quelques rêves qui subsistent ».
En 2017, après plusieurs années de procédure judiciaire, un accord est conclu entre la maison d'édition et Julien Gangnet, reconnaissant ce dernier comme co-auteur du livre Sur la tombe de ma mère.

#### À l'est
Son deuxième livre, À l'est, toujours aux Éditions Don Quichotte, est quant à lui paru le 20 août 2015. À l’Est n’est pas une suite de son premier livre, « mais une avant-suite », un condensé de trois mois de l'année 1988, où Charles, baroude et flirte avec le banditisme et la criminalité avec ses compagnons de l'Allemagne de l'Est, en passant par la Turquie et jusqu'à Chicago, toujours à la recherche de sa liberté et de « l’oseille ». Comme Sur la tombe de ma mère, le texte d’À l'est est émaillé d’argot, de mots allemands, turcs et d’expressions imagées.

### Sport
MC Jean Gab'1 est, en parallèle, un adepte du street workout (ou « musculation de rue ») dont il devient Champion de France de tractions en 2012, à l'âge de 45 ans. En mai 2013, il participe à la troisième édition du King of Pull and Push, une compétition internationale organisée le 22 juin à Grigny, dans l'Essonne, aux côtés de son équipe Punishment Team. En juillet 2014, il apparaît dans une émission sur le sujet de l'émission Tracks d'ARTE. En février 2016, il inaugure un terrain neuf de street workout du 18e arrondissement de Paris.
Très actif sur les réseaux sociaux où il publie son programme d'entrainement, La Méthode Galbé, tiré de la marque de sport qu'il a fondé, Galbé, il propose des séances de street workout. À ce propos, il a lancé un programme spécial dans lequel il reçoit des invités avec qui il partage son expérience de la discipline, en recevant notamment le chanteur Gims ou encore le rappeur Hatik. Sur YouTube, MC Jean Gabin est également invité pour présenter son sport par le combattant de MMA, Grégory Bouchelaghem. Il participe également à un événement présenté par Riding Zone, chez les forces spéciales, inspirés des vrais entraînements commando, à l'Armée de Terre.

## Influences et nom de scène
Son intérêt pour le cinéma des années 1960 et 1970 l'amène à choisir le nom de scène de MC Jean Gab'1 en référence à l'acteur français Jean Gabin, qui interprète le rôle de Monsieur Charles (le vrai prénom de Gab'1), un ancien braqueur sortant de prison, dans Mélodie en sous-sol. Le 1 se prononce comme le son "in" de "Gabin". Il est tout autant influencé par la musique rock que le mouvement hip-hop. Dans sa jeunesse, il est fan de groupes de hard rock comme Kiss ou Trust.
Il utilise le pseudonyme de MC Jean Gab'1 pour la musique et de Jean Gab'1 dans ses autres activités, comme le cinéma ou la littérature.

## Vie privée
En 1994, il se fait voler ses papiers d'identité et se retrouve sans aucun document officiel pendant dix ans. À la sortie de son premier album, en 2003, il n'a d'ailleurs pas pu toucher, dans un premier temps, les recettes que lui rapportaient les ventes du disque, à défaut d'avoir un compte en banque. C'est en 2004, lors de l'émission Tout le monde en parle chez Ardisson, qu'il dénonce cette injustice. Le problème est ensuite réglé après ce passage télévisuel.
Cinquième sur une famille de douze enfants, il a une sœur jumelle. Ses frères et sœurs vivent aux États-Unis et sont devenus Américains. Ils ont changé de nom à la suite du drame survenu à leur mère, assassinée par leur père, pour ne pas devoir porter le nom de celui-ci. Il est père d'une fille, née en 1990, lorsqu'il était en prison en Allemagne et a un autre enfant.

## Discographie

### Clips
- 1998 : Affaire de famille feat. Doc Gynéco & Assia (apparition) - (extrait de l'album Quelques goûtes suffisent... d'Arsenik)
- 2003 : Donjon (extrait de l'album Ma vie)
- 2003 : Enfants de la DDASS (extrait de l'album Ma vie)
- 2003 : J’t’emmerde (extrait de l'album Ma vie)
- 2005 : Donne-moi un SMIC (apparition) - (extrait de l'album Doc Gynéco enregistre au quartier de Doc Gynéco)
- 2010 : Cabouche (extrait de l'album Seul... Je t'emmerde)
- 2010 : La Marseillaise (extrait de l'album Seul... Je t'emmerde)
- 2016 : Renoi (extrait de la mixtape Illuminés)

#### Extraits de lamixtapeIllgame(2012)
- 2012 : J'ai un macabé dans ma cave
- 2012 : Ill Game
- 2012 : 69
- 2012 : Capitale du String feat. Dinguerie & Bastos

### Collaborations
- 1998 : Doc Gyneco, feat. MC Jean Gab'1, JP, Pitchou - Janis (sur l'album de Gynéco, Liaisons dangereuses)
- 1998 : Doc Gyneco feat. MC Jean Gab'1, Catherine Ringer  & Mafia Trece - Paranoia (sur l'album de Gynéco, Liaisons dangereuses)
- 1999 : MC Jean Gab'1, feat. Delta, Cynefro, Fdy et Karl - Parait qu't'es hardcore (sur la mixtape Première classe vol. 1)
- 2000 : N.A.P., feat. Hamcho, Don Siver & MC Jean Gab'1 - On est les meilleurs (sur l'album d'N.A.P, À L'intérieur de nous)
- 2000 : MC Jean Gab'1, feat. Nuttea - Hé Hé Hé (sur la mixtape Hostile 2000 Vol.2)
- 2001 : MC Jean Gab'1 - Laisse béton (sur la mixtape Hexagone 2001)
- 2001 : Less du Neuf, feat. MC Jean Gab'1 - Bouffés par le système (sur l'album de Less Du Neuf, Le temps d'une vie)
- 2002 : MC Jean Gab'1, feat. Hoche - Freestyle (sur la mixtape Pur son ghetto)
- 2002 : Fdy Phenomen, feat. MC Jean Gab'1 - J'm'en fous (sur l'album de Fdy, Ca d'vait arriver)
- 2003 : MC Jean Gab'1 - Encore une empreinte (sur la compilation Fat taf)
- 2003 : Def Kev & Eldin / MC Jean Gab'1 - Keine Politik (sur la compilation French Connection)
- 2004 : Lyricson feat. MC Jean Gab'1 - Don't Be No Foolish (sur l'album de Lyricson, Born to Go High)
- 2004 : Starflam, feat. MC Jean Gab'1 & JP 12 Less du Neuf - T'sais bien (sur l'album de Starflam, Donne-moi de l'amour)
- 2004 : Less du Neuf feat. MC Jean Gab'1 - Freestyle (sur la mixtape Explishit Lyrics Vol. 1)
- 2005 : MC Jean Gab'1 - Donjon (sur la compilation Donjon)
- 2005 : Less du Neuf, feat. MC Jean Gab'1 - Clan Campbell (sur la mixtape Hematom Resurrection)
- 2005 : Less du Neuf, feat. MC Jean Gab'1 - Du Coq à l'Âne (sur la mixtape Collectif rap 3)
- 2005 : MC Jean Gab'1 - La danse des poucaves (sur la mixtape Illicite Projet)
- 2005 : MC Jean Gab'1, feat. Royce - Internationally Known (sur la mixtape The Basement)
- 2005 : MC Jean Gab'1, feat. Crime Team - 1.9 connection (sur la mixtape Rap Indé)
- 2006 : Despo Rutti feat. MC Jean Gab'1 -  Bolide sur le Street CD de Despo, Les sirènes du charbon
- 2006 : MC Jean Gab'1, feat. Baron G - Pile ou face (sur la mixtape CNL Cartel présente les gars qui n'ont pas cédé)
- 2007 : MC Jean Gab'1 - Accroche-toi (sur la BO du film Scorpion)
- 2007 : Stomy Bugsy, feat. MC Jean Gab'1 - Associations de malfaiteurs, (sur l'album Rimes Passionnelles)
- 2007 : MC Jean Gab'1 - Une ptite danse - Mon arrondissement favori
- 2009 : Black - (BO du film)

## Émission de télévision

### Animateur
- 2013-2014 : Dans la tête du tueur (émission co-animée avec Clara Morgane) — Discovery Channel

## Filmographie
- La Haine (apparition) (1995)
- Chacun cherche son chat (figurant : un ouvrier d'une menuiserie) (1996)
- Banlieue 13 (novembre 2004)
- PJ (douzième saison, sous influence, 2008-2009)
- Seuls Two (sorti en 2008)
- Banlieue 13 - Ultimatum (sorti en 2009)
- Black (premier rôle) (sorti le 15 juillet 2009)
- Qu'Allah bénisse la France (décembre 2014)
- Access (série C8, 2018-2019)

## Publications
- Sur la tombe de ma mère, Éditions Don Quichotte, 2013.
- À l'est, Éditions Don Quichotte, 2015.